# Ratpenat nasofoliat de Ridley
El ratpenat nasofoliat de Ridley (Hipposideros ridleyi) és una espècie de ratpenat de la família dels hiposidèrids. Viu a Brunei, Malàisia i Singapur. El seu hàbitat natural són els boscos de les terres baixes. No hi ha cap amenaça significativa per a la supervivència d'aquesta espècie, tot i que està afectada per la desforestació. Fou anomenat en honor del botànic i col·leccionista britànic Henry Nicholas Ridley.